# Vi två (film, 1930)
Vi två är en svensk dramafilm från 1930 i regi av John W. Brunius.

## Om filmen
Filmen premiärvisades 18 september 1930 på biograf China i Stockholm. Den spelades in vid Les Studios Paramount i Joinville Frankrike. Som förlaga har man John Meehans pjäs The Lady Lies som uruppfördes på Little Theatre i New York 1928. Samtidigt med den svenska versionen spelades den även in i en polsk och tysk version med skådespelare från respektive länder.

## Rollista (i urval)
- Edvin Adolphson – Robert "Bob" Rossiter, advokat, änkling
- Margit Manstad – Joyce Roamer, expedit på Yvonne Modes
- Erik "Bullen" Berglund – Charles Tyler
- Märta Ekström – Myriam Pearson
- Ivan Hedqvist – Henry Tuttle
- Anne-Marie Brunius – Josephine, "Jo", Rossiters dotter
- Ragnar Falck – Bob, Rossiters son
- Anna-Lisa Fröberg – Amelia Tuttle, Henry Tuttles fru
- Britta Vieweg – Ann Gardner
- Ragna Broo-Juter – Bernice, Henry och Amelia Tuttles dotter

## Musik i filmen
- Det gör ingenting, sång Ragnar Falck och Anne-Marie Brunius